# Nagel-patellasyndroom
Het nagel-patellasyndroom  (NPS)  is een zeldzame autosomaal dominant genetische aandoening die afwijkingen veroorzaakt aan nagels, beenderen en soms nieren en ogen. De oorzaak van dit syndroom is een mutatie in het LMX1B-gen, gelegen op de lange arm van chromosoom 9. De ziekte ontleent haar naam aan de afwijkingen aan de nagels en knieschijven die bij de verschijnselen horen.

## Epidemiologie
Het nagel-patellasyndroom is een zeldzame ziekte. De aandoening komt overal ter wereld voor met een prevalentie van 22 per miljoen. Er is geen bewijs voor een verschil in voorkomen tussen mannen en vrouwen.

## Symptomen
Bij het nagel-patellasyndroom zijn bijna altijd (in 98% van de gevallen) de nagels van de duimen en vingers misvormd, of ze ontbreken.
Terwijl de duimnagels bijna altijd zijn aangetast, kunnen ook nog meer vingernagels zijn aangetast. Bij alle vingernagels zijn de halve maantjes, die normaal in vingernagels zichtbaar zijn, bij deze patiëntengroep driehoekig van vorm. De teennagels zijn meestal niet aangetast. Deze nagelafwijkingen zijn vanaf de geboorte aanwezig bij 80 tot 90 procent van de patiënten.
Ook hebben patiënten vaak zwanenhalsvingers en ontbreken vaak de huidplooien op het laatste vingerkootje tegen het nagelbed. Bij röntgenfoto's van het bekkengebied zijn veelal bekkenhoorntjes zichtbaar.
De knieschijven (knieschijf = patella) zijn vaak klein of ontbreken. Het kniegewricht ziet er vaak vierkant uit. Ook hebben patiënten vaak vergroeiingen in de elleboog (afwijking van radiuskop). Hierdoor hebben patiënten ook vaak strekbeperkingen van hun armen en zijn deze ook minder ontwikkeld.
Ook komen bij een kleine groep patiënten scoliose, een holle onderrug of rugklachten voor.
Een groot aantal mensen met dit syndroom wordt geboren met platvoeten en een kleine groep heeft klompvoeten.

## Andere complicaties
Een deel van de patiënten met het nagel-patellasyndroom kan een nefrotisch syndroom ontwikkelen. Een klein deel van de patiënten kan op latere leeftijd glaucoom krijgen.

## Behandeling
Er is geen behandeling mogelijk voor het nagel-patellasyndroom. Als een patiënt een nefrotisch syndroom heeft ontwikkeld, kan hij een niertransplantatie krijgen. De getransplanteerde nier zal niet opnieuw worden aangetast.